# Szárliget–Mesterberek–Tornyópuszta gazdasági vasút
A 20. század elején az akkor Fejér vármegyei Szárligetről (akkori nevén Szaár) két keskeny nyomtávolságú erdei vasút indult. Az egyik az egykori Bálintháza tanyán, Mesterberek-pusztán és Tornyópusztán keresztül Tarján, majd Vértestolna község határában elhaladva feltehetően Héreg község északi határában ért véget a Gerecse hegységben, a másik pedig a Vértes hegységben található Fáni-völgyig futott közel Vérteskozma község határáig.

## Története
A Szaár és Héreg között közlekedő, az egykori Mesterberek-pusztát is érintő gazdasági vasútról a magyarországi kisvasutakhoz viszonyítva nagyon kevés adat maradt fent.

### 600 mm nyomközű lóvontatású vasút
A vasút működése eddigi ismereteink szerint a Közlekedési Minisztérium 30/407.1900.KM. számú engedélyét követően az 1900. május 22-én végzett közigazgatási bejárással indult. A 600 mm nyomtávú lóvontatású vasutat az egyebek mellett fakereskedéssel is foglalkozó Wolfner család építtette ki az akkor gróf Eszterházy Móric tulajdonában álló Tornyópuszta környéki erdők faanyagának kitermelésére. Ugyanezen Wolfner vállalkozáshoz köthető az Ipolypásztó-Kisirtás és a kemencei erdei vasút megépítése is a Börzsönyben. Irattárban fellelhető a szaári Wolfner-féle lóvasút minisztériumi engedélyeztetésével összefüggő közigazgatási bejárásának jegyzőkönyve. Ez a jegyzőkönyv Tornyópusztát említi a vasút végpontjaként, azonban érdekes módon az ugyanott feltüntetett adatok szerint a vonal csak 3,2 km hosszúságú volt, így ezek alapján legfeljebb Bálintháza-tanyáig (az egykori nagyegyházi bányaüzem, ma Vivien ásványvíz palackozó üzem) érhetett el. Valószínűsíthető, hogy az első engedélyezés még csak erre a nyomvonal hosszúságra terjedt ki, majd később meghosszabbíthatták. A vasútvonal a bejárást követően azonnal megkapta a szóbeli építési engedélyt a minisztériumtól, majd mindössze két héttel később megszületett az írásbeli határozat is.

### 760 mm nyomközű vasút gőzvontatással
1910-ben Tornyópuszta egy részét Hirsch Gusztáv fakereskedő megvásárolta az akkori tulajdonostól, sárvár-felsővidéki gróf Széchenyi Péterné Esterházy Mária grófnőtől. Hirsch Gusztávnak a birtok mellett a meglévő vasútvonallal is tervei voltak, ezért azon jelentős és komoly befektetést igénylő fejlesztéseket hajtott végre. A korábbi 600 mm-es nyomtávot 760 mm-re módosíttatta (szegeltette át), illetve a nyomvonalon is változtatásokat eszközölt. Utóbbira a megnövelt nyomtáv és a gőzvontatás által megkövetelt nagyobb ívsugarak miatt volt szükség. 
Emellett a sínszálak mérete is változott. A lóvasút még 5,2 kg/fm-es sínekkel lett engedélyezve, viszont a helyszínen fellelt alátét lemezek alapján ez a vasút 12-14 kg/fm-es sínekkel lett továbbfejlesztve, ami abban az időben a keskeny nyomtávú vasutak viszonylatában példátlanul masszív felépítmény volt. Az átépített vasútvonalra a vállalkozó a berlini Orenstein und Koppel (O&K) mozdonygyárból két új, Dt 0-8-0T tengelyelrendezésű, 5108, illetve 5848 gyári számú, 80 lóerő teljesítményű, négycsatlós (négytengelyes) gőzmozdonyt rendelt, amelyeket 1912-ben vett át. A vasút az erdőkből kitermelt faanyag mellett feltehetően követ és faszenet, illetve mezőgazdasági terményeket és haszonállatokat szállított. A két gőzmozdony kialakítása és teljesítménye, valamint a felépítmény valószínű méretei alapján a vonalat Hirsch Gusztáv meglehetősen komoly áruforgalomra tervezte.

## Baleset Mesterbereknél
Korabeli újságcikk, illetve mesterberekiek, valamint az érintett mozdonyvezető unokája számoltak be egy halálos balesetről az erdei vasút vonalán. Egy alkalommal maga Hirsch Gusztáv meglátogatta a birtokot, és a visszafelé vezető úton kérdéses volt, hogy eléri-e a Budapestre tartó vonatot Szaáron. A mozdonyvezetőt kapacitálta, hogy ennek érdekében adjon bele mindent, aki eleget is tett a kérésnek. Mesterbereken már hallották, hogy szokatlan a mozdony hangja, majd nem sokkal később hatalmas dörrenéssel felrobbant a gőzmozdony kazánja. A mozdonyvezető életét vesztette a balesetben, Hirsch Gusztáv pedig valószínűleg nem érte el a csatlakozást.

## Kapcsolat a nagyvasúttal Szaár állomáson
Szaár vasútállomás keleti oldalán 165 méter hosszú fa- és állatrakodó állomás került kialakításra a kisvasút által szállított áru fogadására. Abban az időben Mesterberek pusztán az akkori viszonyokhoz mérten nagyüzemi sertéstenyésztés folyt, amelynek eladásra szánt állatállományát is a kisvasút szállította Szaár állomásra.  

## A vasútvonal utóélete
A jelentős beruházás ellenére a vasútvonal csak alig két évtizedig üzemelhetett, a harmincas években már nem működött eredeti funkciójában. Valószínűleg a nagy gazdasági világválság okozhatta a vasútvonal végét. Hirsch Gusztáv a két gőzmozdonyt szárligeti megtekinthetőséggel árulta, illetve levéltári dokumentumok szerint Csernoch János esztergomi bíboros hercegprímás gerecsei birtokán működő erdei vasút (Süttő) részére is felajánlotta megvételre. A vasúti kocsik (lórék) az érintetlenül hagyott sínpályán maradtak. A vasútüzem megszűnését követően az 5108 gyári számú mozdony a gyöngyösi vasútra került és Gizella néven, 437.408 pályaszámmal még évtizedeken át szolgált, majd leselejtezték és beolvasztották. A másik, 5848 gyári számú pedig a második bécsi döntés nyomán Magyarországhoz visszacsatolt Erdélybe került az ojtozi, majd a komandói vonalakra. Később az ismét módosult államhatár román oldalán ragadt, és a román államvasutak (CFR) 467.215 pályaszámát kapta. Ez a mozdony máig megtekinthető szép állapotban az I. Ferdinánd román királyról elnevezett bukaresti nemzeti hadtörténeti múzeumban.  
Annak ellenére, hogy térképeken és a dokumentumokban már a '30-as években sem találjuk nyomát, a környéken gyermekkorukat töltő szemtanúk beszámolója szerint a Szárliget-Tornyópuszta erdei vasút sínpályája még az 1960-as évek közepén is részben, vagy egészben megvolt. A Tornyópusztai Állami Gazdaság állattartó telepe az elhullott állatokat a vasútvonalon szállította lóvontatással a közeli dögkútra, a helybéli gyerekek pedig az elhagyott vasúti kocsikon (lóré) gurultak lefelé a lejtőkön akár egészen Szárligetig.  

## Nyomvonal

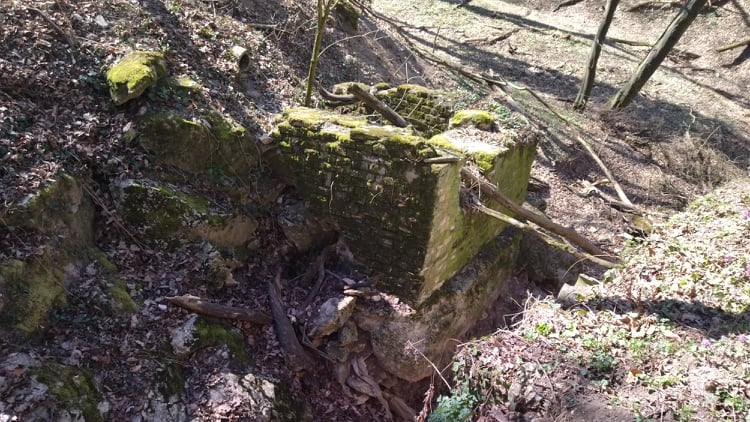
Híd maradványa a Hangitó-hegyen

A vasútvonal kiindulási pontja a szaári vasútállomáson volt. A nyomvonal Szaárt elhagyva, néhol éles kanyarokat véve a Gerecse hegység valamivel több mint 200 méteres magasságú, már akkor is főként szántóföldekkel, mezőkkel borított lankás déli vonulatai közé fordult be, majd egy éles, több mint 130° fokos fordulóval észak-nyugat felé vette az irányt a Szárliget és Felsőgalla között elnyúló, 300 méter magas Sátor-hegy keleti oldala mellé. Érintette a Sátor-hegy és a Hangita-hegy között egykor megbúvó Mesterberek-pusztát, amely ma már nem létezik (az M1-es autópálya megépítésének esett áldozatául). Innen észak-kelet felé fordulva következett a nyomvonal egyik legszebb, legvadregényesebb szakasza, amelyet a Hangita-hegy nyugati oldalának szikláiba véstek. Az egyik oldalon sziklák magasodnak, a másik oldalon pedig egy időszakos vízfolyás néhol 5-6 méter mély, függőleges falú löszös szakadékvölgye húzódik. Ezen a szakaszon máig tökéletesen kivehető és bejárható az egykori nyomvonal. Itt két híd maradványai is megtalálhatók, amelyek a sziklákban kialakult vízmosások vizét voltak hivatottak átvezetni a vasút alatt a komolyabb esőzések során. Beszámolók szerint nyári villámárvíz esetén több méter magas időszakos vízesés is kialakul a völgy felső részében. A Hangita-hegyet annak északi végén elhagyva, délnek visszafordulva a vasút egy csaknem 100 méter sugarú, közel 180° fokos jobbos, majd egy ugyanakkora balos ívet vett, felkészülve arra, hogy felkapaszkodjon a fennsíkra, amelyen Tornyópuszta épült. A vasút Tornyópusztán elhaladt a Hohenlohe-kastély mellett, majd a bekötőúttól keleti irányban, átlagosan 100-150 méteres távolságban vezetett a Tatabánya és Tarján közötti országútig. A vonal töltése máig látható, illetve a töltést benőtték a fák, így a fasor messziről jelzi az egykori nyomvonal helyét. A vasútvonal merőlegesen keresztezte a Tatabánya-Tarján országutat, majd egyenesen továbbhaladt a Pes-kő felé. Az országút melletti szántóföldről felszedték a töltést, de az erdőben jól látható egy nyiladék és egy híd maradványa masszív töltéssel. Itt a vonal közvetlenül a híd előtt kétfelé ágazott. Az egyenesen továbbhaladó ág áthaladt a hídon, enyhe jobbos ívet vett és néhány száz méter után az egykori Pes-kő alja bakterház mögé érkezett. A jobbra kiágazó ág egy domboldalban leereszkedett egy tisztásra, majd a Pes-kő alja bakterháztól délre elhelyezkedő Tehénkúthoz érkezett. Itt a nyomvonaltól néhány méterre máig látható egy kb. 6 méter mély és 3 méter átmérőjű, kőből kirakott, betonlappal lefedett kiszáradt kút és két méretes beton itatóvályú. A beszámolók szerint a betonlapra rögzített Norton-kút segítségével kézi erővel pumpálták fel a vizet, amely egy tömlőn keresztül gravitációsan folyt le a várakozó mozdonyhoz. A feltöltést követően a szerelvény néhány száz méter után a Pes-kő alja bakterházhoz ért. Innen a vasút felkapaszkodott a Pes-kő alá, és a mai Országos Kék túraútvonallal azonos nyomon haladva Vértestolnától keletre ért ki az erdőből. Áthaladt a ma legelőként, illetve erdészeti vadföldként használt területen (ún. Pörösök), és továbbra is a mai Országos Kékkel egy nyomon a Gerecse oldalban haladt a Pörös-hegyig. A vasút feltehetően a Pörös-hegy után lefordulhatott kelet felé, a Fekete-kő alá Héreg északi határába.

## Peskőalji Gyopár menedékház
Ezt a ma már csak romjaiban meglévő 4-ágyas menedékházat 1932. november 13-án avatta fel a Gyopár Turista Egyesület. Az épület 1912-ben épült Hirsch Gusztáv erdei vasútjának bakterházaként, vagy váltóőr házaként. Később vadászházként működött, a pincéjében az előtte elterülő rét helyén egykor állott alma ültetvény termését tárolták. Beszámolók szerint az 1970-es években még állt az épület, majd funkcióját veszítve az enyészeté lett. 

## Mellékágak
A környékbeli erdőket jól ismerők szerint Tornyópusztáról legalább egy mellékág haladt kelet felé - érintve két kőfejtőt - a Somlyó-hegy lábához, ahol szénégető működött, majd csaknem teljesen körbekerülte a Baglyas-hegyet, amelynek északi oldalán farakodó volt. Emellett a Baglyas-hegy alól egy sínpárt vezettek a Somlyó-hegy északi oldalán található meredek sziklafal alá is.
A tarjáni főútnál volt egy kiágazás Tarján felé, ennek töltése, illetve a fasor is jól látható a főút mellett, majd az úttól dél felé eltávolodva elkanyarodik a mai Német Nemzetiségi Ifjúsági Tábor mögé, az egykori Munkásőrség által használt régi lőtér irányába.

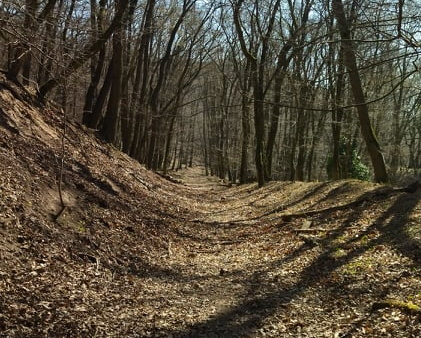
Nyomvonal az erdőben a Hangitó-hegyen

## Megjegyzések

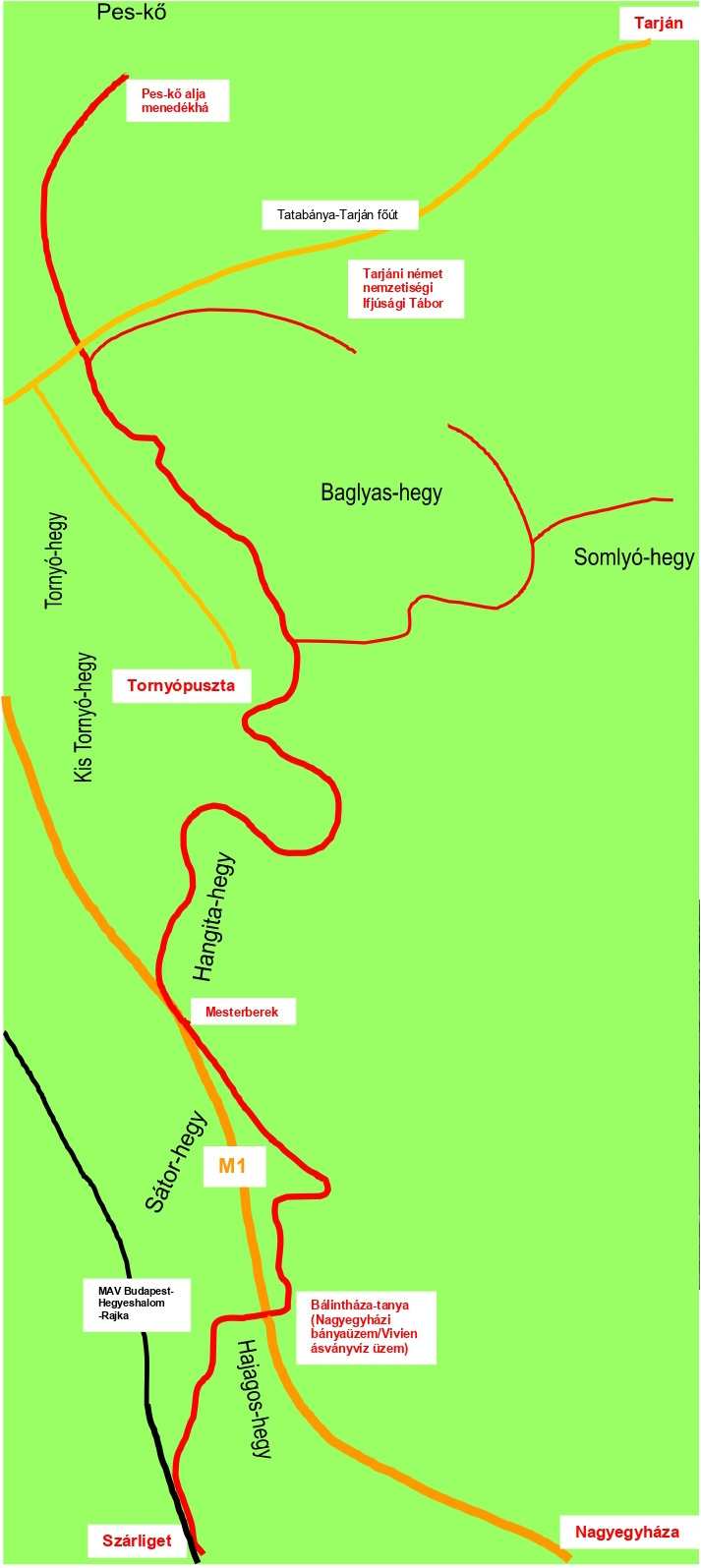
Az egykori Szárliget-Tornyópuszta vasút nyomvonala

## Megállóhelyek
- Szaár vasútállomás
- Bálintháza-tanya
- Mesterberek-puszta
- Tornyópuszta
- Pes-kő alja bakterház